# Antti Hytti
Antti Hytti (* 12. Oktober 1952 in Virolahti; † 3. Juli 2021 in Porvoo) war ein finnischer Jazzmusiker (Kontrabass, Komposition).

## Leben
Hytti besuchte von 1970 bis 1977 die Sibelius-Akademie, die er mit einem Diplom als Bassist abschloss. Mitte der 1970er Jahre gehörte er zu den Gründungsmitgliedern des Ethnojazz-Ensembles Piirpauke, mit dem er 1976–1977 zwei Alben aufnahm. Daneben arbeitete er mit Edward Vesala, Tomasz Stańko, Tomasz Szukalski, Juhani Aaltonen, Hasse Walli und Jarmo Savolainen. Ab Ende der 1970er-Jahre wirkte er als Komponist und Musikproduzent an mehr als zwanzig Fernseh- und Kinofilmen, an Dokumentar- und Kurzfilmen mit. Hierfür gründete er 1987 das Mangtone Studio. 1997 gründete er mit Jone Takamäki und Tom Nekljudow die Gruppe Otna Eahket. Regelmäßig arbeitete er mit dem  Saxophonisten, Flötisten und Pianisten Sakari Kukko. Ab 1990 leitete er die Abteilung für Sound-Design der Finnischen Theaterakademie.
Im Bereich des Jazz war er laut Tom Lord zwischen 1975 und 2004 an zwölf Aufnahmesessions beteiligt, zuletzt mit Iro Haarla/Ulf Krokfors Loco Motife (Penguin Beguine).